# La Motte-Tilly
La Motte-Tilly är en kommun i departementet Aube i regionen Grand Est (tidigare regionen Champagne-Ardenne) i nordöstra Frankrike. Kommunen ligger  i kantonen Nogent-sur-Seine som ligger i arrondissementet Nogent-sur-Seine. År 2022 hade La Motte-Tilly 369 invånare.

## Befolkningsutveckling
Antalet invånare i kommunen La Motte-Tilly
Referens: INSEE